# 新久喜総合病院
社会医療法人社団 埼玉巨樹の会 新久喜総合病院（しゃかいいりょうほうじんしゃだん　さいたまきょじゅのかい　しんくきそうごうびょういん）は、埼玉県久喜市にある医療機関。社会医療法人社団埼玉巨樹の会が運営する病院である。旧幸手総合病院。2011年4月1日に幸手市から移転し、埼玉県厚生農業協同組合が久喜総合病院として開院したが、経営不振により売却された。利根保健医療圏の災害拠点病院及び地域医療支援病院である。

## 沿革
- 1934年12月　 産業組合法による医療利用組合病院として、幸手町（当時）にて開院。
- 1944年1月　　埼玉県農業会に移管。
- 1948年10月　 農業会の解散により、（のちの）埼玉県厚生農業協同組合連合会（JA埼玉県厚生連）に移管。
- 1976年10月　 総合病院の認可。
- 2011年4月　　幸手市から久喜市に移転し、「久喜総合病院」開院。
- 2016年4月　　JA埼玉県厚生連から一般社団法人巨樹の会へ運営が委譲され、「新久喜総合病院」と名称変更し、開院。
- 2021年4月　社会医療法人社団埼玉巨樹の会として、社会医療法人化。

## 診療科
- 心臓血管外科
- 内科
  - 総合診療内科
  - 循環器内科
  - 呼吸器内科
  - 消化器内科
  - 糖尿病・代謝内科
  - 腎臓内科
  - 脳神経内科
  - リウマチ科
- 外科
  - 呼吸器外科
  - 心臓血管外科
  - 整形外科
  - 脳神経外科
  - 形成外科
  - 消化器外科
  - 乳腺外科
  - 肛門外科
- 皮膚科
- 泌尿器科
- 婦人科
- 眼科
- 耳鼻咽喉科
- リハビリテーション科
- 放射線科
- 麻酔科
- 救急科
- 病理診断科

## 医療機関の指定等
- 救急告示医療機関
- 災害拠点病院
- 地域医療支援病院
- 労災保険指定医療機関
- 指定自立支援医療機関（更生医療・精神通院医療）
- 生活保護法指定医療機関
- 原子爆弾被爆者一般疾病医療取扱医療機関
- 公害医療機関
- 母体保護法指定医の配置されている医療機関
- 輪番制2次救急病院
- 結核予防指定病院
- 難病指定医療機関
- 戦傷病者特別援護法指定病院
- 日本DMAT
- 埼玉DMAT指定病院(2012年3月23日指定)

## アクセス
- JR東日本宇都宮線（東北本線）・東武伊勢崎線 久喜駅西口から朝日バス菖蒲仲橋行きに乗車、「新久喜総合病院（玄関）」または「新久喜総合病院前」下車。
- 久喜市内循環バス　除堀・所久喜循環または六万部・北中曽根循環、「久喜総合病院」下車。
- 久喜駅下車、徒歩約30分。